# Assisen von Jerusalem
Bei den Assisen von Jerusalem handelt es sich um eine Sammlung von privaten Rechtstexten über Gewohnheitsrecht und Prozesswesen aus dem Königreich Jerusalem, die vom 12. bis 14. Jahrhundert entstanden.

## Geschichte
Die Geschichte der Rechtstexte des Königreichs Jerusalem ist besonders für die Jahre nach der Gründung des Königreichs bis in das Jahr 1187 schwer nachzuweisen. Dies liegt daran, dass es keine heute existierenden Rechtstexte für diese Zeit gibt. Aufgrund der Überlieferung und einzelner Assisen kann man heute nur bruchstückhaft die Gesetze aus dieser Zeit rekonstruieren. Die Assisen waren in dieser Periode in den "Lettres dou Sepulcre" zusammengefasst. Deren Existenz ist aber umstritten. Auch ihr konkreter Inhalt ist unbekannt.
Im 13. Jahrhundert setzte ein regelrechter Schub von privaten Rechtstexten ein, die vornehmlich durch Adelige entstanden. Diese versuchten ihre Rechte gegenüber dem schwachen König in ihren Werken durchzusetzen. Diese Werke spiegeln aus diesem Grund nicht unbedingt die wahren Verhältnisse wider, sondern stellen häufig die "Wünsche" der feudalen Barone dar. Aus diesem Grund sind die Werke mit Vorbehalt zu betrachten.
Überlebt haben die Werke ausschließlich im Königreich Zypern, wo sie kopiert und verwendet wurden. Die meisten Kopien entstammen dem 14. Jahrhundert. Dies stellt ein Problem dar, weil nicht auszuschließen ist, das gewisse Artikel aus Zypern interpoliert wurden.

## Kurzer rechtsgeschichtlicher Überblick
1099
Eroberung Jerusalems durch die Kreuzfahrer; Gründung der Haute Cour und der Cour des Bourgeois durch Gottfried von Bouillon
1100
Entstehung des Königreichs Jerusalem; Entstehung der Lettres dou Sepulcre
1120
Synode und Assisen von Nablus; Gründung der Tempelritter
1170
Assise sur la Ligece (König Amalrich I.)
1187
Verlust Jerusalems, Akkon wird neue Hauptstadt
1200–1291
Entstehung der Rechtsbücher des Königreichs
1229–1244
Jerusalem erneut im Besitz der Kreuzfahrer
1291
Verlust der letzten Kreuzfahrerbesitzungen auf dem nahöstlichen Festland

## Die Rechtssammlungen des Königreiches Jerusalem

### Les Lettres du Sepulcre
Hierbei handelt es sich um eine historisch nicht mehr fassbare Assisensammlung aus dem 12. Jahrhundert. Wissenschaftlich umstritten ist, ob sie überhaupt existent war. Gelagert wurde sie in der Grabeskirche zu Jerusalem. Bei Entscheidungen musste sie hervorgeholt werden. Die Lettern der Schrift waren aus Gold. Verschwunden ist sie, als Saladin Jerusalem 1187 eroberte.

### Le Livre au Roi
Das Werk bestand aus 52 Artikeln und befasste sich ausschließlich mit den Rechten des Königs. Es entstand mutmaßlich zwischen 1197 und 1203 unter König Amalrich II.

### Le livre des assises des bourgeois
Dieses Werk beinhaltet die Rechte der fränkischen Bourgeois und besteht aus 297 bzw. 298 Artikeln. Es ist das einzige Werk, welches sich im Königreich Jerusalem fast ausschließlich der fränkischen Bürgern widmet. Zu einem Teil basiert es auf dem altfranzösischen Text des Lo Codi, aus dem Süden Frankreichs. Beugnot glaubte es entstand im 12. Jahrhundert, wogegen Maurice Grandclaude glaubte, dass es um 1240 in Akkon entstand. Marwan Nader geht davon aus, dass es phasenweise entstand, so dass es Teile aus dem 12. und 13. Jahrhundert beinhaltet und bis ca. 1250 fortgesetzt wurde. Venedig ließ den Text 1531 offiziell ins italienische übersetzen. Er trat 1534 offiziell in Kraft.

### Le livre de Philippe de Novare (Le livre de forme de plait)
Dieses private Werk entstand durch Philipp von Novara um 1252–1257. Es beinhaltet 94 Artikel. Er war ein Gefolgsmann von Jean d’Ibelin, dem größten Feudaljuristen im Königreich Jerusalem.

### Le livre de Jean d’Ibelin
Dieses private Werk beinhaltet 239 Artikel und entstand zwischen 1264 und 1266. Geschrieben wurde es von Jean d'Ibelin, dem Grafen von Jaffa und Ascalon, dem mächtigsten Feudalherren seiner Zeit. Es handelt sich bei dem Werk um das größte, welches im Nahen Osten und Europa zu dieser Zeit verfasst wurde. Es wurde von Venedig 1531 offiziell ins Italienische übersetzt.

### Le livre de Jacques d’Ibelin
Der Sohn von Jean d'Ibelin, Jacques d’Ibelin, schrieb dieses Werk. Es umfasst 69 Artikel und entstand zwischen 1270 und 1291.

### Le livre de Geoffrey le Tort
Das Buch umfasst "nur" 32 Artikel und entstand zwischen 1269 und 1288 durch Geoffrey le Tort.

### La clef des assises
Das Werk umfasst 290 kurze Artikel und entstand 1286–1291. Der Verfasser ist unbekannt. Es handelt sich hierbei um ein Prozessbuch.

### Les livres du plédeant et du plaidoyer (Abrége du livre des Assises des bourgeois)
Dieses Buch umfasst ca. 55 Artikel und entstand um die Mitte des 14. Jahrhunderts in Zypern. Es handelt sich hierbei um eine Zusammenfassung bzw. gekürzte Version des "Le livre des assises des bourgeois". Wobei das herrschende zypriotische Gesetz dort niedergeschrieben worden ist und nicht das von Jerusalem.

## Weitere fränkische Rechtstexte aus dem Nahen Osten

### Assises d'Antioche
Es handelt sich hierbei um die einzige Rechtsquelle, die von einem weiteren fränkischen Staat (Fürstentum Antiochia) im Nahen Osten zur Kreuzzugszeit erhalten ist, der nicht aus dem Königreich Jerusalem stammt. Der Text ist eine armenische Übersetzung der Assisen von Antiochia aus dem Jahr 1265. Er beinhaltet das Recht der Adeligen und der Bourgeois. Verfasst hat ihn Sempad. Er war der Bruder König Hethums I. von Kleinarmenien. Es handelt sich hierbei allem Anschein nach um eine gekürzte Version der Assisen von Antiochia. Dieser Rechtstext wird nicht offiziell zu den Assisen von Jerusalem gerechnet, weil er nicht im Königreich von Jerusalem entstand und erst nach Beugnots Werk wissenschaftlich zugänglich war.

## Manuskripte
Die Rechtstexte sind heute in vielen verschiedenen Manuskripten in Europa verteilt. Sie existieren in drei Sprache, Altfranzösisch, italienisch und griechisch. Ursprünglich wurden sie auf altfranzösisch geschrieben und danach auf Griechisch übersetzt. Eine venezianische Kommission sammelte im 16. Jh. viele Manuskripte und ließ diejenigen ins italienische übersetzen, welche weiterverwendet werden sollten. Viele Manuskripte kamen nach Europa und von ihnen wurden dann Kopien erstellt.

### Die einzelnen Manuskripte
Cod. Gall. 51
Beinhaltet: Le livre des assises des bourgeois, Livre au Roi, Les règles de la bataille par meurtre und Ordonemens de la cort dou vesconte
Cod. Gall. 771
Beinhaltet: Clef des Assises, Prolog Jean d’Ibelin und Livre au Roi, Jean d’Ibelin Kap. 1-6 gleich wie Fr. 19026, Extrakte aus Philippe de Novare Bataille por murtre wie Fr. 12206 und Cod. Gall. 51, Livre au Roi,
Ritterliste Zypern Lignages, Geoffroy le Tort
Fr. 19025 (Saint-Germain 426 b)
Beinhaltet: Jean d'Ibelin
Manuskript Dupuy 426 hat Extrakte aus Fr. 19025
Fr. 19026 (Saint-Germain 430)
Beinhaltet: Le livre des assises des bourgeois, Jean d’Ibelin, Lignages, Jacques d’Ibelin, Geoffroy le Tort, Philippe de Novare und Livre au Roi
Fr. app. 6
Beinhaltet: Le livre des assises des bourgeois
Das Manuskript Fr. 12207 ist eine Kopie
Fr. app. 20
Beinhaltet: Jean d’Ibelin, Geoffroy de Tort, Jacques d’Ibelin,  Lignages, Bataille por murtre, Philippe de Novare, Clef des assises, Livre du Plédéant Livre du Plaidoyer und Formules und Diverses
Das Manuskript Fr. 12206 ist eine Kopie davon
Grec 1390 (Colbert 4723)
Beinhaltet: Le livre des assises des bourgeois (griechisch)
Grec 465
Beinhaltet: Le livre des assises des bourgeois (griechisch)
It. II 46
Beinhaltet: Jean d’Ibelin, Jacques d’Ibelin und Service militaire de Jacques d’Ibelin
Das Manuskript It. 28 ist wahrscheinlich eine Kopie von It. II 46
It. 47
Beinhaltet: Le livre des assises des bourgeois und Livre du Plédéant (beide italienisch)
Das Manuskript It. 29 ist eine Kopie davon. No 6256 ist wahrscheinlich eine Kopie von It. 46 oder It. 47
Cod. It. 1076
Beinhaltet 35 diverse Stücke
Selden Ms. 3457 Oxford
Beinhaltet: Jean d'Ibelin
Vat. Lat. 4789
Beinhaltet: Jean d'Ibelin und Lignages
Das Manuskript Carpentras 1786 ist eine Kopie davon. Troyes 24 ist eine Kopie von Carpentras 1786. Dupuy 652 ist eine Kopie von Carpentras 1786. Fr. 1078 ist eine Kopie von Dupuy 652. Saint-Geneviève 778 ist eine Kopie von Fr. 1078. Fr. 1077 ist eine Kopie von Fr. 1078. It. 1496 ist eine Kopie von Dupuy 652
Cheltenham. Bibliothèque de Sir Thomas Philipps, no. 5284
Beinhaltet italienische Übersetzungen von Jean d’Ibelin, Jacques d’Ibelin, Geoffroy de Tort, plaidorie de Jacques d’Ibelin service ost und Fragment Haute Cour von Nicosia

## Wichtige Editionen vom 19. bis 21. Jh.